# Liste der Bischöfe von Chartres
Die folgenden Personen waren Bischöfe des Bistums Chartres  (Chartres liegt in Frankreich):
- Heiliger Aventin (Adventinus)
- Optat (?)
- Valentin um 395
- Martin le Blanc (Martinus Candidus)
- Aignan
- Severe
- Castor
- Africanus (?)
- Possesseur (Possessor)
- Polychronius
- Palladius (?)
- Arbogast (evtl. identisch mit Arbogast dem Jüngeren)
- Flavius (?)
- Heiliger Solen oder Solenne (Solemnis)
- um 511 Heiliger Aventin
- ?–552 Ethere, auch Euthere (Etherus)
- ?–557 Heiliger Leobinus
- ?–567 Heiliger Caletric
- Pappolus (Papulus, Pabulus)
- Heiliger Bethaire oder Bohaire (Betharius) um 600
- Magnobode oder Magobertus, Magnebodus, Mugoldus (?)
- Sigoald
- Mainulf
- Thibaut
- Lancegesile oder Bertegisilus (Leodegisilus, Lancissilus, Langesilisus, Bertegisilus)
- um 640–658?: Heiliger Malard
- Gaubert oder Gausbert (Gaubertus, Gausbertus)
- Deodat (?)
- Dromus, Dronus, Drono, Pronus, Promus, Promo (?)
- Berthegran (?)
- Haynius (?)
- Agirard oder Airard (Agirardus, Aidradus, Airardus, Aicardus, Haigradus)
- Agatheus (?)
- Leobert (Leobertus, Leudisbertus) um 723
- Hado (?)
- Flavius (?)
- Godessald (?) auch Godosaldus, Godalsadus
- Bernoin (Bernoinus, Hernoinus, Hieronymus)
- Helie ca. 840 und 849
- um 854: Bouchard (Burchardus)
- Frotbold 855–857
- Gislebert oder Gilbert (Gislebertus, Willebertus, Galeverius, Galtherus) 859 und 878
- Aymon (?)
- Gerard oder Girard (?)
- Aymeric oder Aymery
- Gancelme oder Goussaume (Waltelmus, Wantelmus, Waltelmus, Gancelinus, Gantelmus, Ancelmus, Gancelmus...)
- Aganon oder Haganon ca. 931 und 940
- Rainfroy ca. 949–950
- Hardouin
- Vulfaldus oder Ulphardus
- um 984: Eudes (Odo)
- 1007–1028: Fulbert
- 1028–1048: Thierry (Theodoricus)
- 1048–1060: Agobert (Agobertus, Agenertus, Aivertus, Adevertus)
- 1060–1064/1065: Hugo
- 1065–1069: Robert de Tours
- 1069–1075: Arrald
- 1075–1076: Robert de Grantemesnil
- 1077–1089: Geoffroy I.
- 1089–1115: Ivo
- 1115–ca. 1148: Geoffroy II. de Lèves
- 1148–1155: Gosselin de Lèves
- 1155–1164: Robert
- 1164–1176: Guillaume aux Blanches Mains (Haus Blois)
- 1176–1180: John von Salisbury
- 1181–1183: Peter von Celle
- 1182–1217: Rainald von Bar (oder de Mousson) (Haus Scarponnois)
- 1218–1234: Gautier
- 1234–1236: Hugues de La Ferté
- 1236–1244: Aubry Cornut (s. Clément du Mez)
- 1244–1246: Henri de Grez (de Gressibus)
- 1247–1259: Mathieu des Champs (de Campis)
- 1259–1276: Pierre de Mincy
- 1277–1297: Simon de Perruchay
- 1298–1315: Jean de Garlande
- 1316–1326: Robert de Joigny
- 1326–1328: Pierre de Chappes
- 1328–1332: Jean Pasté
- 1332–1342: Aymery de Chastellux
- ????-????: Guillaume Amy (Amici) (auch Bischof von Apt)
- ????–1357: Louis de Vaucemain
- 1357–1360: Simon Lemaire (auch Bischof von Dol)
- 1360–????: Jean d’Anguerant
- ????-????: Guérin d’Arcy
- ????–1390: Jean Lefèvre
- 1391–1406: Jean de Montaigu
- ????–1415: Martin Gouge de Charpaigne
- 1415–1418: Philippe de Boisgilon
- ????–1432: Jean de Frétigny
- 1432–1434: Robert Dauphin (Haus Auvergne)
- ????–1441: Thibaut Lemoine
- 1442–1443: Pierre de Comborn (Haus Comborn)
- 1444–1459: Pierre Bèchebien
- 1459–1492: Miles d’Illiers
- 1492–1507: René d’Illiers
- 1507–1525: Erhard Kardinal von der Marck
- 1525–1553: Louis Guillard (vorher Bischof von Tournai)
- 1553–1573: Charles Guillard
- 1573–1598: Nicolas de Thou
- 1599–1620: Philippe Hurault de Cheverny
- 1620–1642: Léonor d’Estampes-Valencay (auch Erzbischof von Reims, Haus Estampes)
- 1642–1656: Jacques Lescot
- 1657–1690: Ferdinand de Neufville de Villeroy (vorher Bischof von Saint-Malo)
- 1690–1709: Paul Godet des Marais
- 1710–1746: Charles-François des Montiers de Mérinville
- 1748–1780: Pierre Augustin Bernardin de Rosset de Rocozel
- 1780–1790: Jean-Baptiste-Joseph de Lubersac
- 1791–1793: Nicolas Bonnet
- 1817–1824: Jean-Baptiste Marie Anne Antoine de Latil (auch Erzbischof von Reims)
- 1824–1853: Claude-Hippolyte Clausel de Montals
- 1853–1889: Louis-Eugène Regnault
- 1889–1895: François Lagrange
- 1896–1904: Bon-Arthur-Gabriel Mollien
- 1906–1926: Henri-Louis-Alfred Bouquet
- 1926–1954: Raoul-Octove-Marie-Jean Harscouët
- 1955–1978: Roger Michon
- 1978–1991: Michel Kuehn
- 1991–1997: Jacques Perrier (auch Bischof von Tarbes und Lourdes)
- 1998–2005: Bernard-Nicolas Aubertin, O. Cist. (danach Erzbischof von Tours)
- 2005–2017: Michel Pansard (danach Bischof von Évry-Corbeil-Essonnes)
- seit 2018: Philippe Christory